# St. Ulrich und Afra (Augsburg)

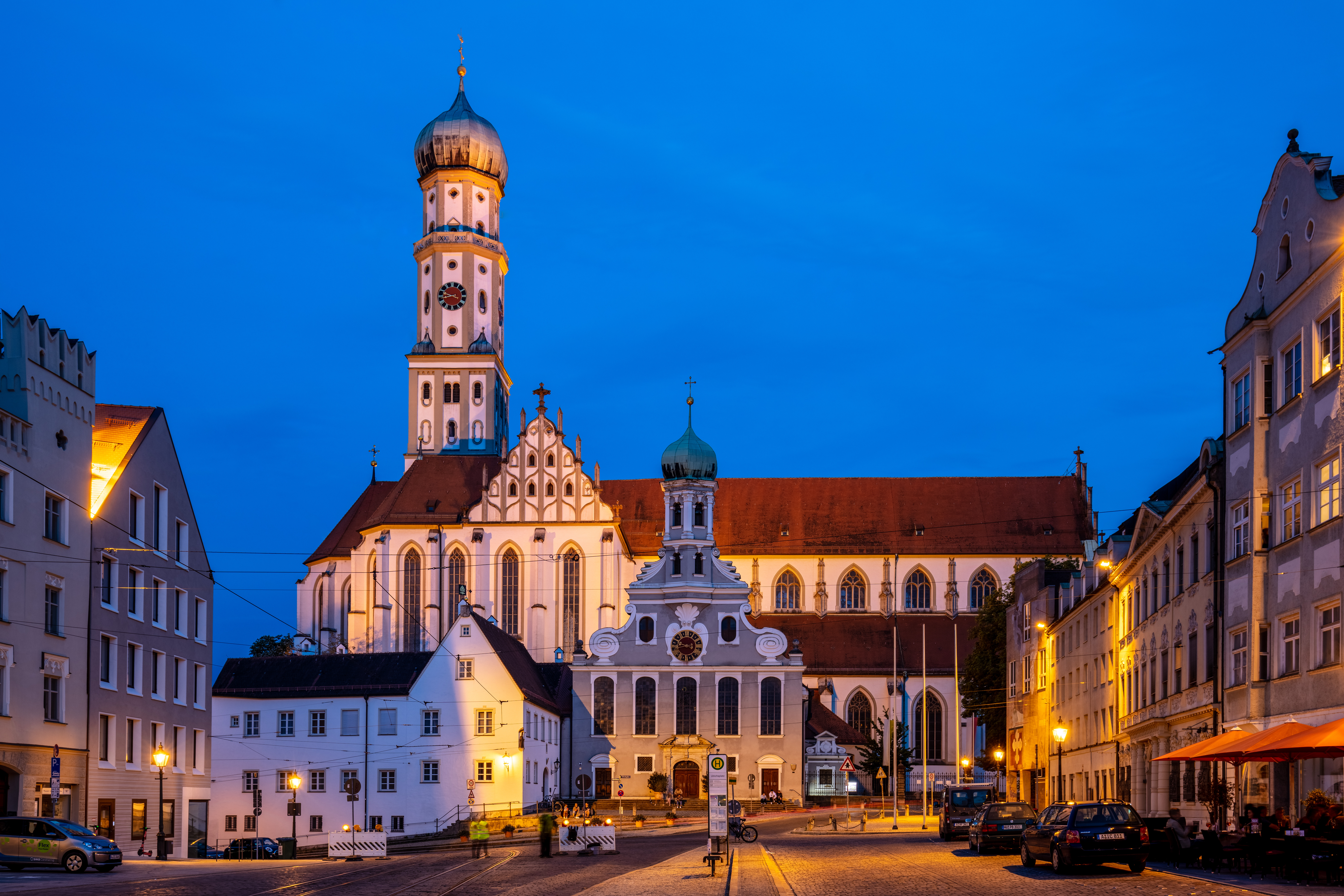
Die Basilika St. Ulrich und Afra am Abend, davor, in der Bildmitte, die Evangelische St.-Ulrichs-Kirche

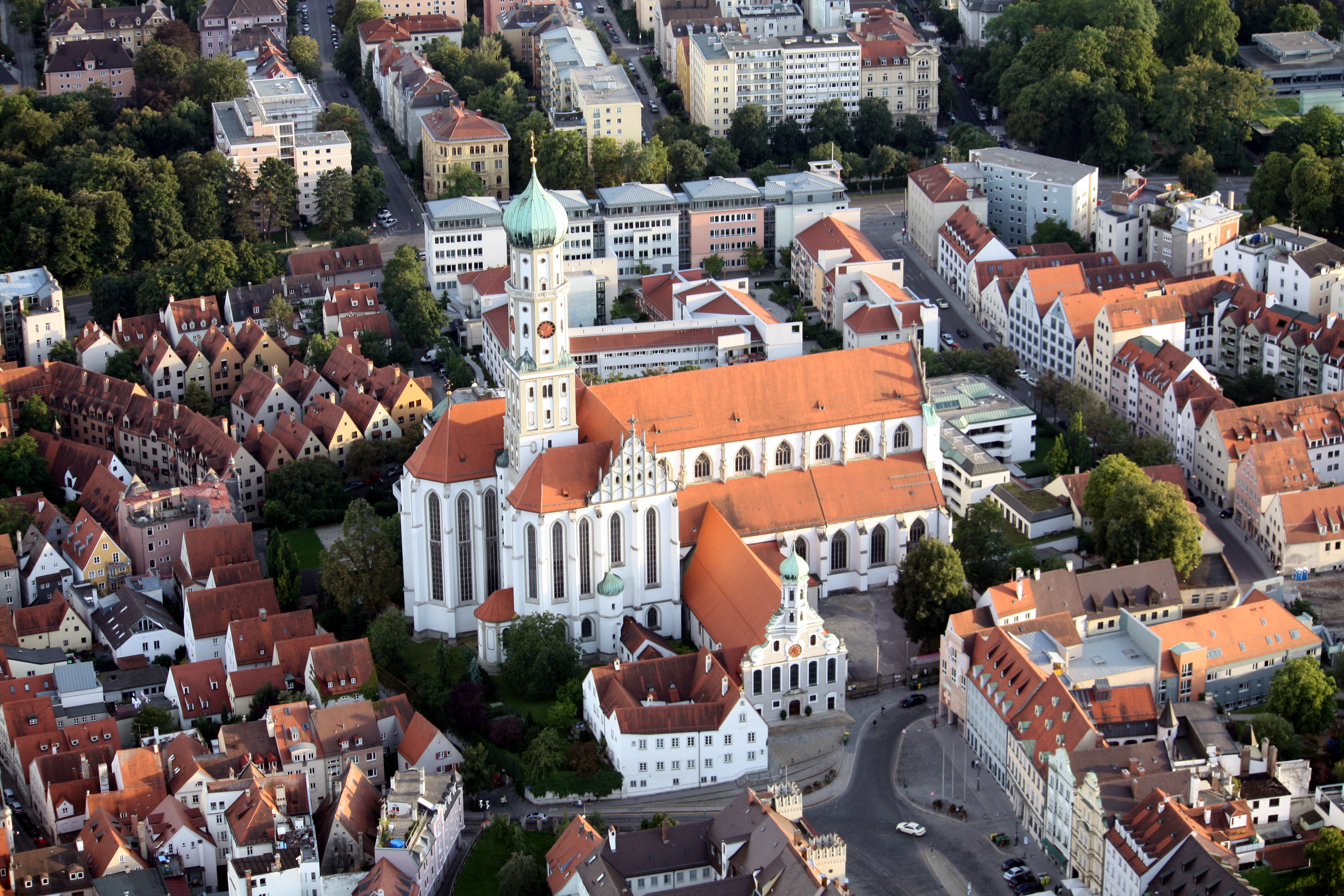
St. Ulrich und Afra aus der Luft

St. Ulrich und Afra ist eine römisch-katholische Stadtpfarrkirche und seit 1937 Päpstliche Basilika in Augsburg. Sie zählt zu den letzten großen spätgotischen Kirchenbauten in Schwaben. Die Kirche erfüllte und erfüllt verschiedene Funktionen: Wallfahrtskirche für die Augsburger Bistumsheiligen Ulrich, Afra und Simpert, Abteikirche für ein Benediktinerkloster, Münster eines bedeutenden Reichsstiftes, Garnisonkirche für das 4. Bayerische Chevaulegers-Regiment, Glaubensdenkmal für das Augsburger Großbürgertum. Der zwiebelförmige Turmhelm wurde zum Vorbild für barocke Kirchen in Bayern. Es handelt sich um ein Denkmal von nationaler Bedeutung, in dem im 17. Jahrhundert zweimal die Wahl des römisch-deutschen Königs stattfand.

## Geschichte

### Vorgeschichte
Die heutige Kirche steht auf einem Gelände, das bereits vom 8. bis 15. Jahrhundert mehrere Kirchenbauten aufwies. Diese entstanden aus Wallfahrten zur Verehrung der heiligen Afra († 304). Die anfangs außerhalb der Stadt gelegenen Bauten wurden bei den Ungarn-Einfällen zerstört oder fielen Bränden zum Opfer. Die Augsburger Bischöfe Simpert († 807) und Ulrich († 973) erhielten später dort ebenfalls eine Grabstätte. Seit 1012 stand die heilige Stätte unter der Obhut des Benediktinerklosters St. Ulrich und Afra.
Als Ursprung ist eine spätrömische Kirche nachgewiesen, die im 7. Jahrhundert durch eine merowingische Anlage ersetzt wurde. Um 800 folgte ein karolingisches Gotteshaus, das 1064/71 einer frühromanischen Kirche Platz machte. Die hochmittelalterliche Klosterkirche war eine zweischiffige Halle mit Ostapsiden, die etwa ein Drittel kürzer als die heutige Kirche war. Das Südschiff war etwas breiter als das Nordschiff und die Gesamtbreite entsprach dem Nachfolgebau.

### Baubeginn und Reformationszeit

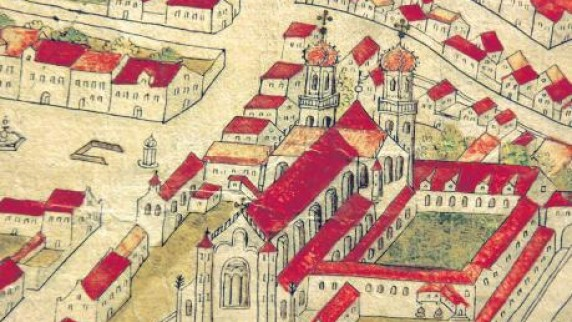
St. Ulrich und Afra, 1521

Die baufällige Vorgängerkirche musste unter Abt Melchior von Stannheim 1466 abgetragen werden. 1467 begann der Neubau in spätgotischen Formen. Baumeister war der Straßburger Valentin Kindlin, der wohl Entwürfe des Hans von Hildesheim ausführte. Der Rohbau fiel jedoch teilweise 1474 einem Sturm zum Opfer. Im Jahr 1474 wurde der Bau des bestehenden Gotteshauses von Valentin Kindlin als Backsteinbau begonnen und im Jahr 1500 durch Burkhart Engelberg abgeschlossen.
Die Gewölbe des nördlichen Seitenschiffes waren 1489 vollendet, 1499 war auch das Langhaus eingewölbt. Der römisch-deutsche König und spätere Kaiser Maximilian I. hat im Jahr 1500 den Grundstein für den Chorbau seines „Reichsgotteshauses“ gelegt. Engelberg arbeitete bis zu seinem Tod im Jahre 1512 am Gotteshaus. Sein Nachfolger war Hans König. In den darauffolgenden Jahren geriet der Ausbau zunehmend ins Stocken, und 1537 kamen die Bauarbeiten vollständig zum Erliegen.
Während des Bildersturms in Augsburg 1532 erlitt die Kirchenausstattung schwere Schäden. Nach den Glaubensauseinandersetzungen wurde die Bautätigkeit fortgeführt und die Ausstattung wieder erneuert. 1594 erhielt der nördliche Turm seine Kuppel, und wenig später konnten die Sakristei und die Muttergotteskapelle fertig gestellt werden. 1526 wurde die Vorhalle, die früher den Pilgern als Markthalle und den Augsburger Bürgern als Grablege diente, den Protestanten übertragen. Im Westfälischen Frieden wurde sie den Protestanten endgültig als Pfarrkirche zugesprochen.

### Weihe und Säkularisation

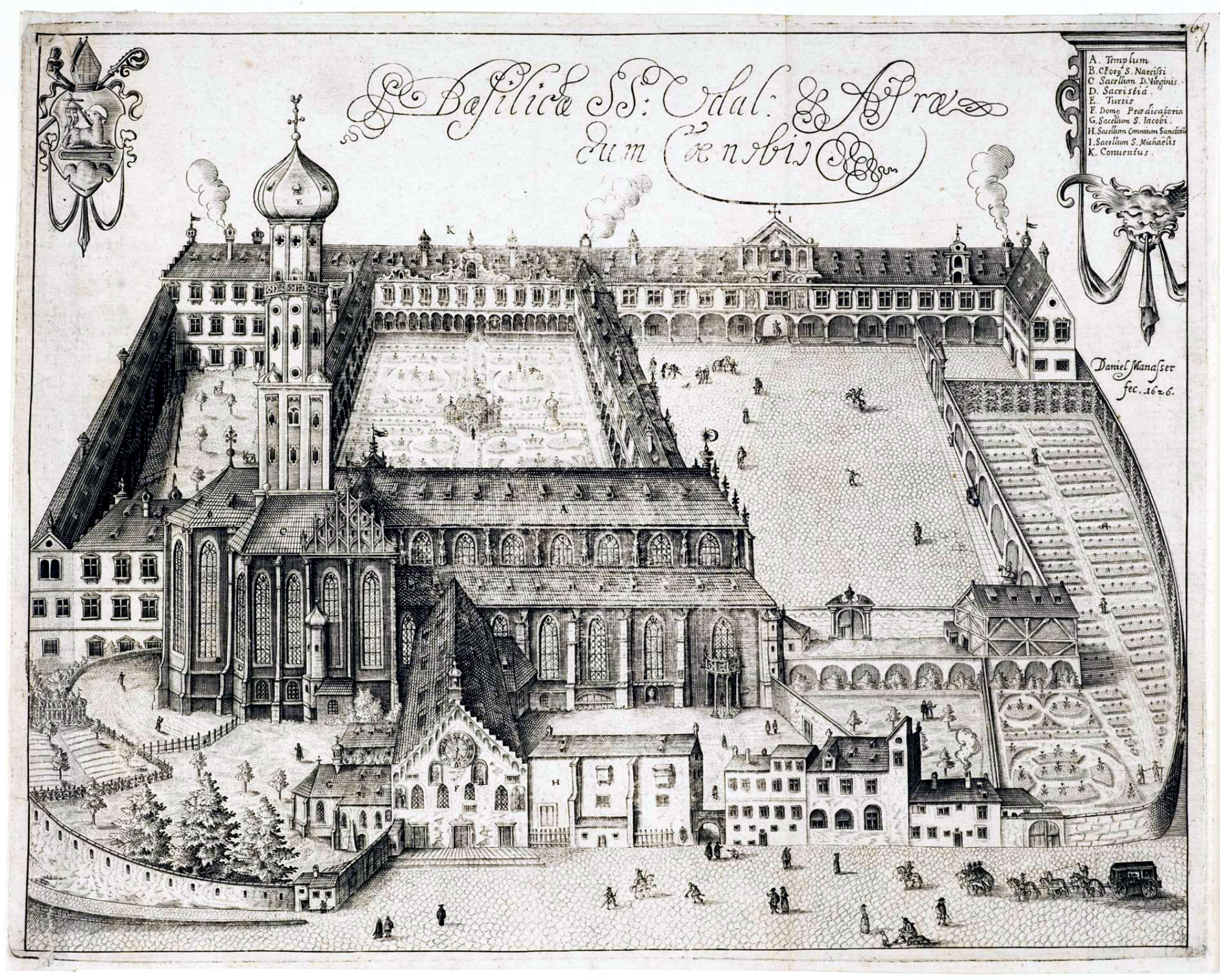
St. Ulrich und Afra, 1627

Erst im Jahr 1603/04 zum 1300-jährigen Afra-Jubiläum kam es zur Vollendung des Chorbaus. Von 1604 bis 1607 wurden der Chor um drei Altäre ergänzt. 1607 vollzog Bischof Heinrich V. von Knöringen die Schlussweihe. Zum 600-jährigen Benediktiner-Jubiläum im Jahre 1612 wurde eine vollständige Ausstattung beschrieben. 1643/44 wurde St. Ulrich und Afra zur Abteikirche erhoben und 1698 die Allerheiligenkapelle an der Sakristei angebaut.
Am 31. Mai 1653 wurden in der Sakristei Ferdinand IV. und am 24. Januar 1690 Joseph I. zum römisch-deutschen König proklamiert. 1712 folgte anlässlich des Benediktiner-Jubiläums eine Restaurierung und Vermehrung der Kirchenausstattung. 1762 erfolgte die Einrichtung der Ulrichsgruft. 1714 wurde die Simpertkapelle neu gestaltet. Am 4. Mai 1782 feierte Papst Pius VI. in der Basilika eine Messe, besuchte die Ulrichsgruft und verehrte die Reliquien.
Kloster und Reichsstift wurden schließlich 1802 im Zuge der Säkularisation aufgehoben und der Besitz dem bayerischen Staat zugeschlagen. Mit dem Verzicht des Kurfürstentums Bayern auf das Areal ging die Landeshoheit auf die Reichsstadt Augsburg über. 1810 widmete man das Gotteshaus zur Stadtpfarrkirche um. Anlässlich des Ulrich-Jubiläums erfolgte 1873 dann eine Innenraumrenovierung.

### Jüngere Geschichte
Am 4. Juli 1937 erhielt die Kirche den Titel einer Päpstlichen Basilika. Im Zweiten Weltkrieg beschädigten Luftangriffe 1944/45 besonders die Turmkuppel und die Fenster. Der zur Kaserne umfunktionierte Klostertrakt wurde völlig zerstört. Wiederaufbau- und Renovierungsmaßnahmen folgten von 1946 bis 1950. Die Unterkirche mit den Grufträumen der Heiligen Ulrich und Afra wurde 1962 gestaltet. Im Jahre 1985 konnte die Volksaltaranlage fertiggestellt werden und zwischen 1987 und 1989 erfolgte eine umfängliche Bausicherung und Renovierung mit Wiederherstellung der originalen Farbigkeit des Innenraumes. Am 4. Mai 1987 besuchte Papst Johannes Paul II. das Gotteshaus. Eine weitere Instandsetzung folgt ab 2022, sie wird aus dem Entschädigungsfonds unterstützt.

## Architektur

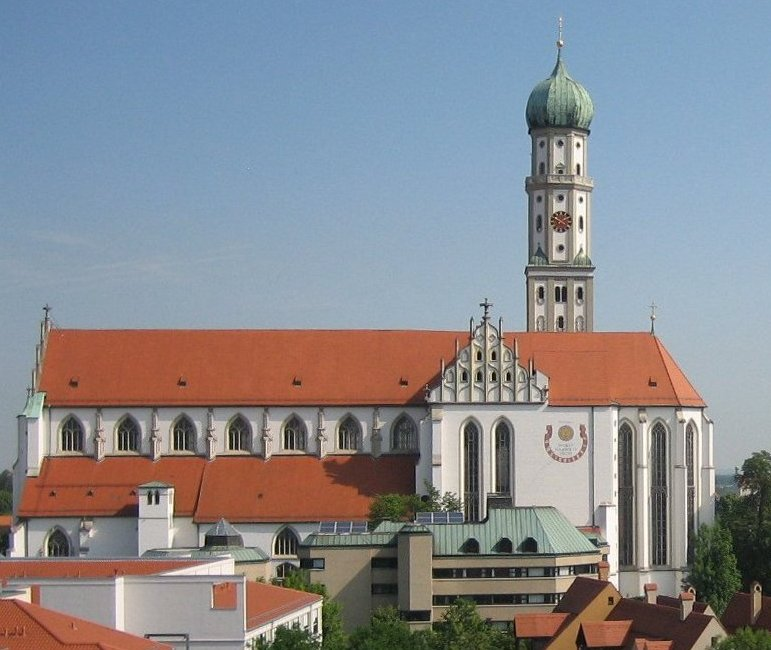
St. Ulrich und Afra, Südseite

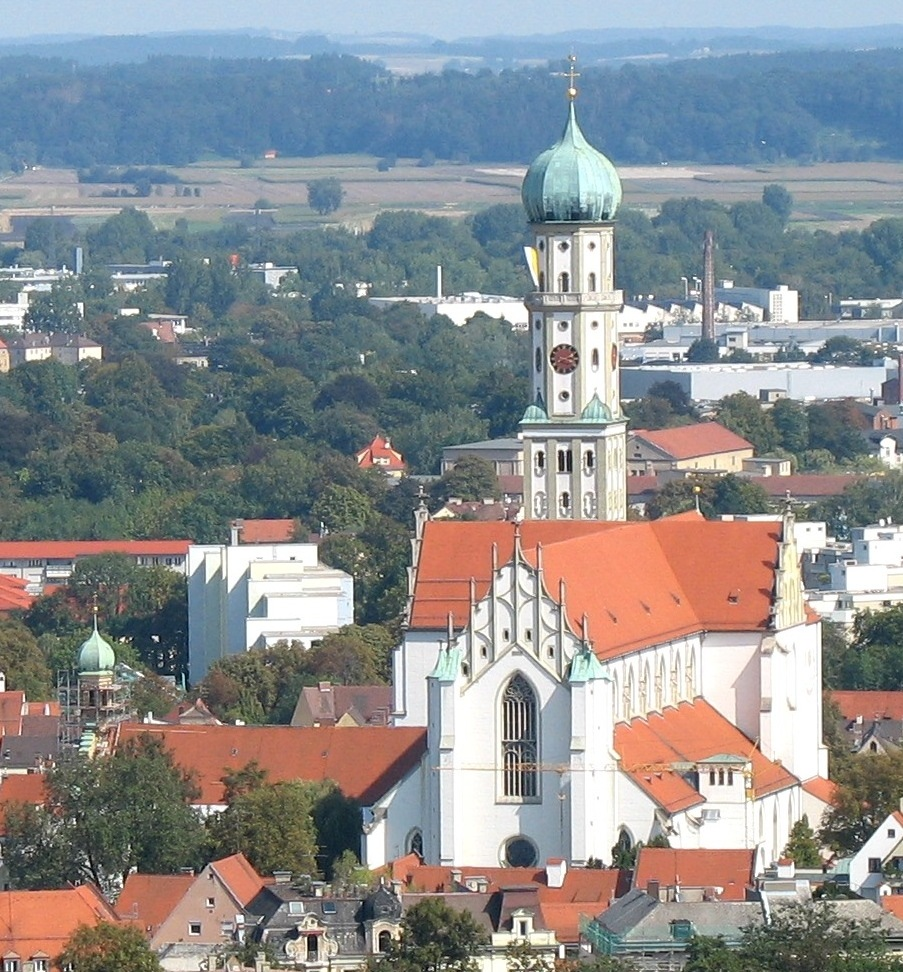
St. Ulrich und Afra vom Hotelturm

### Außenbau
St. Ulrich und Afra ist eine steile dreischiffige Backsteinbasilika mit Querschiff und lang gestrecktem Ostchor. An den älteren Bauteilen wurde für die Portale, Strebepfeiler und Maßwerke Haustein verwendet.
Der Außenbau ist weiß verputzt und wegen der umliegenden Bebauung nur teilweise auf Sicht berechnet. Die schlichte Monumentalität der ehemaligen Klosterkirche wird durch den Verzicht auf ein offenes Strebesystem gesteigert. Die Giebel wurden als Schaufronten mit Kielbogen und Fialen reicher verziert. Im Norden ist dem Chor die Marienkapelle (unten Sakristei) in der Art eines Nebenchores vorgelagert.
Die Choransicht vom Fuß des Milchberges wird zu den eindrucksvollsten mittelalterlichen Architekturbildern Deutschlands gezählt. Hohe Spitzbogenfenster sitzen zwischen vierkantigen Strebepfeilern. Die Maßwerke sind in der Mitte unterteilt und lassen teilweise bereits Renaissanceformen erahnen. Im nördlichen Chorwinkel steigt der hohe Turm empor, dessen achteckige Obergeschosse von der bekannten Kupferkuppel abgeschlossen werden. Die Gliederung aus Okuli und Ovalfenstern wirkt in den Details bereits eher barock und steht in deutlichem Kontrast zur nüchternen Strenge der Basilika.
Auch die „kahle“ Erscheinung der mächtigen Westfassade weist auf die frühere Funktion als Klosterkirche hin. Das romanisch wirkende Westportal ist vermauert und wohl unvollendet. Das darüber liegende Rundbogenfenster wurde erst 1873 eingebrochen. Reicher gestaltet sind nur das Maßwerk des großen spätgotischen Mittelfensters und der Schmuckgiebel, die von kräftigen Strebepfeilern eingefasst werden.
Ein ungewöhnliches Motiv sind die dreikantigen, stabwerkbesetzten Strebepfeiler am Obergaden des Langhauses, zwischen denen die kurzen, breiten Maßwerkfenster sitzen. Das heutige Erscheinungsbild geht allerdings auf die Restaurierung um 1970 zurück, als die Hausteinteile der Kirche vollständig erneuert wurden.
Seit 1594 zeigt der 93 m hohe „Zwiebelturm“ der katholischen Basilika ins schwäbische Land. Nur dieser – auch Afraturm genannte – Bau auf der Nordseite des Langhauses wurde Realität. Ein auf der Südseite geplanter Turm wurde wegen Geldmangels nie ausgeführt.

### Innenraum

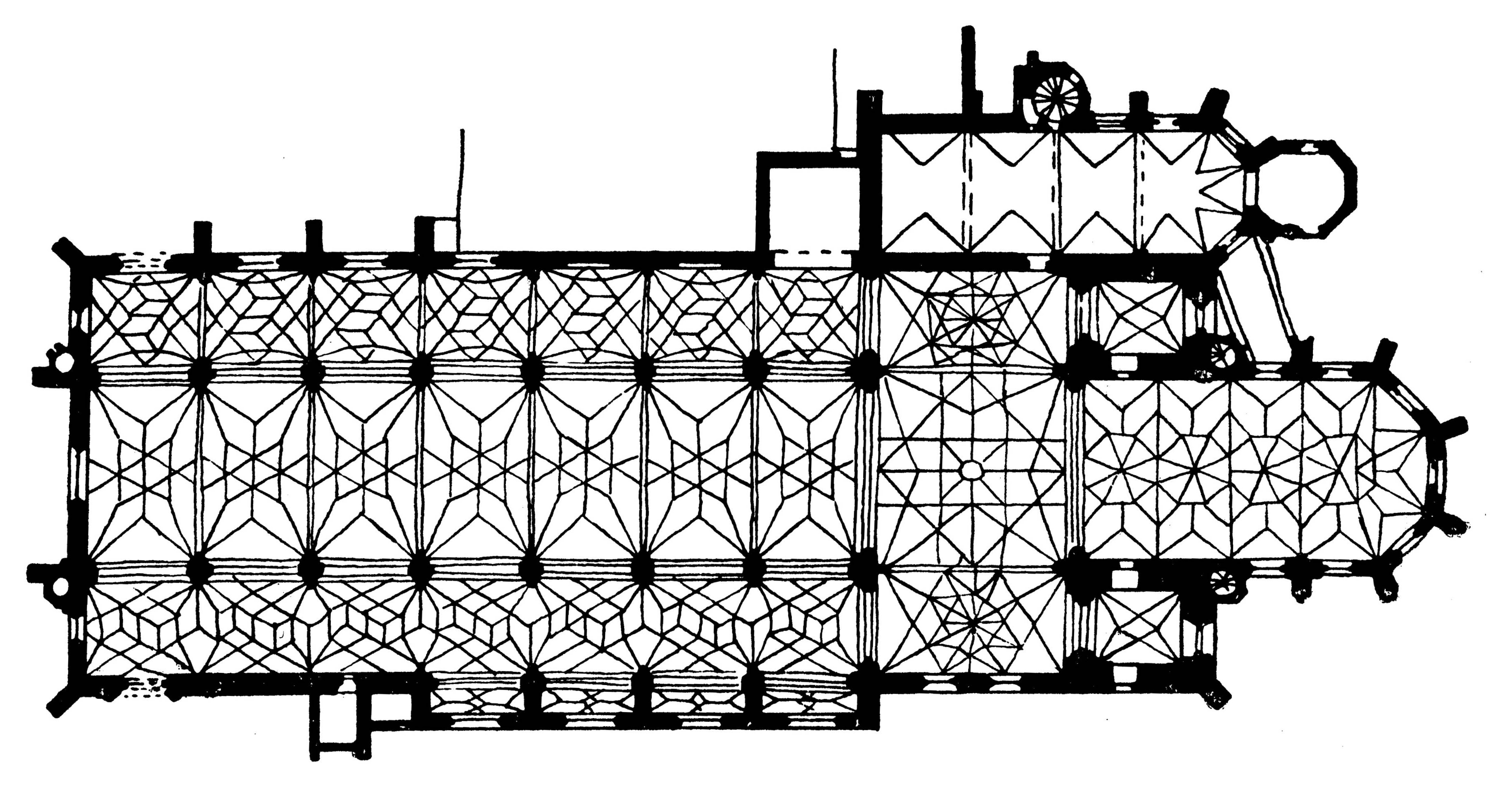
Grundriss

Das Innere wird vollständig von reichen Netz- und Sterngewölben überspannt. In den Seitenschiffen finden sich komplizierte Figurationen. Besonders malerisch wirkt das Südschiff mit der angefügten Kapellenreihe und dem vorspringenden Baldachin der Simpertkapelle.
Das Mittelschiff umfasst sieben rechteckige Joche mit Sternnetzgewölben. Wegen der hochgeführten Dächer über den Seitenschiffen setzen die Fenster des Obergadens erst weit oben an, sind aber nischenartig nach unten weitergeführt und mit Maßwerk verblendet.  Die drei Gewölbejoche des Chores werden von fünf Seiten des Achtecks abgeschlossen und von zentralisierenden Sternnetzgewölben überdeckt.
Die Sterngewölbe der Vierung und der Querarme sind nachgotisch. Das Gewölbe der Vierung wird von einem rechtwinkeligen Rippenmuster durchdrungen. Die unter dem Fußboden liegende Unterkirche ist modern und beherbergt die Grabkapellen der Kirchenpatrone Ulrich und Afra. Die Ulrichskapelle entstand bereits 1762/65, wurde aber 1962 rechtwinklig versetzt.
Das Langhaus ist 93,50 m lang, 27,50 m breit und 30 m hoch.

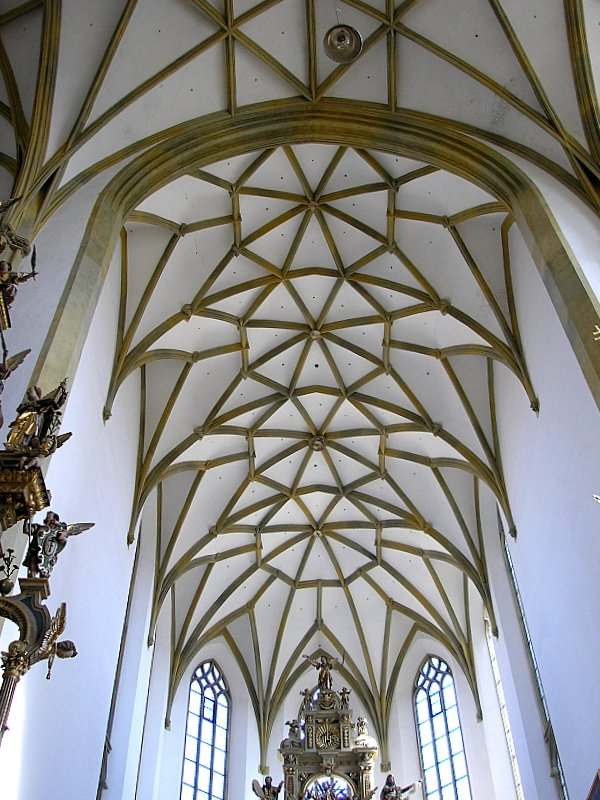
Chorgewölbe
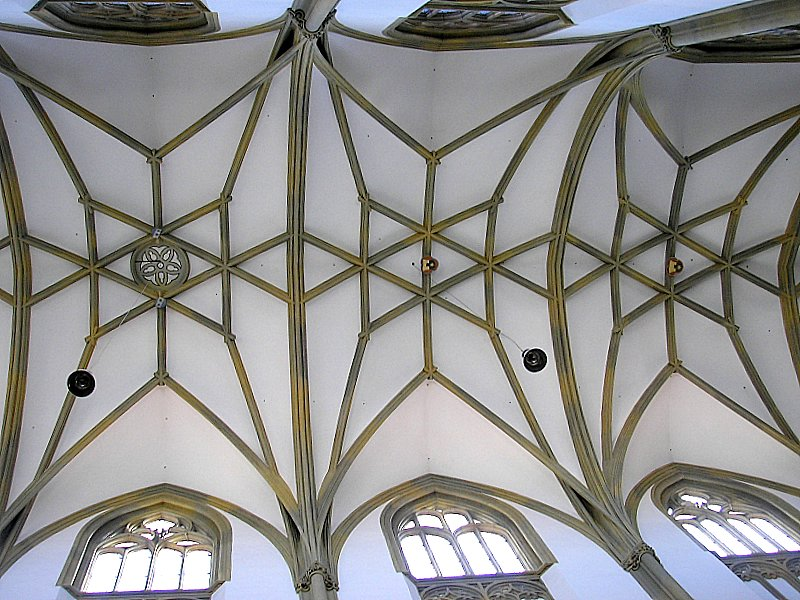
Mittelschiffgewölbe
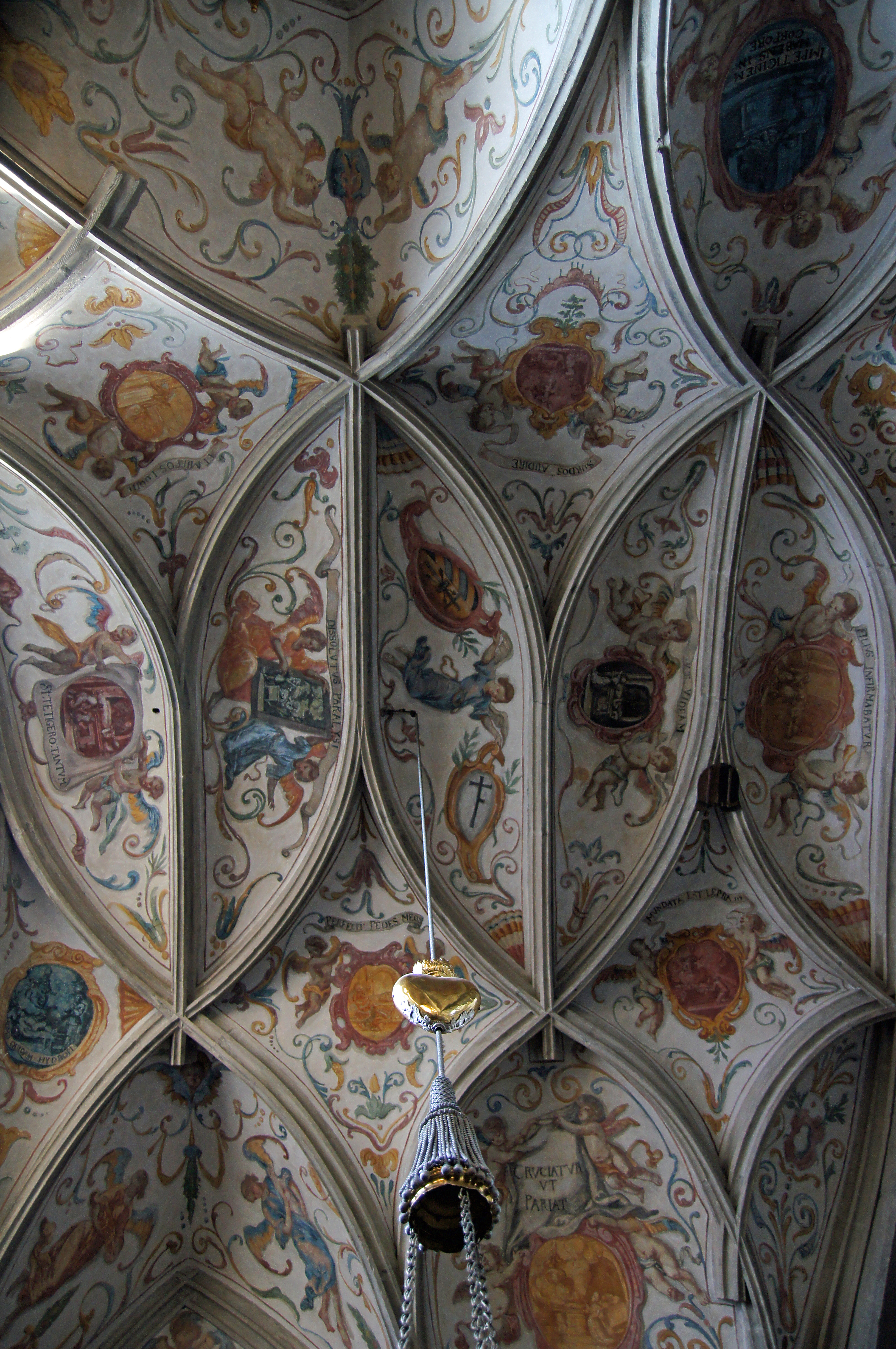
Gewölbe in der Simpertkapelle
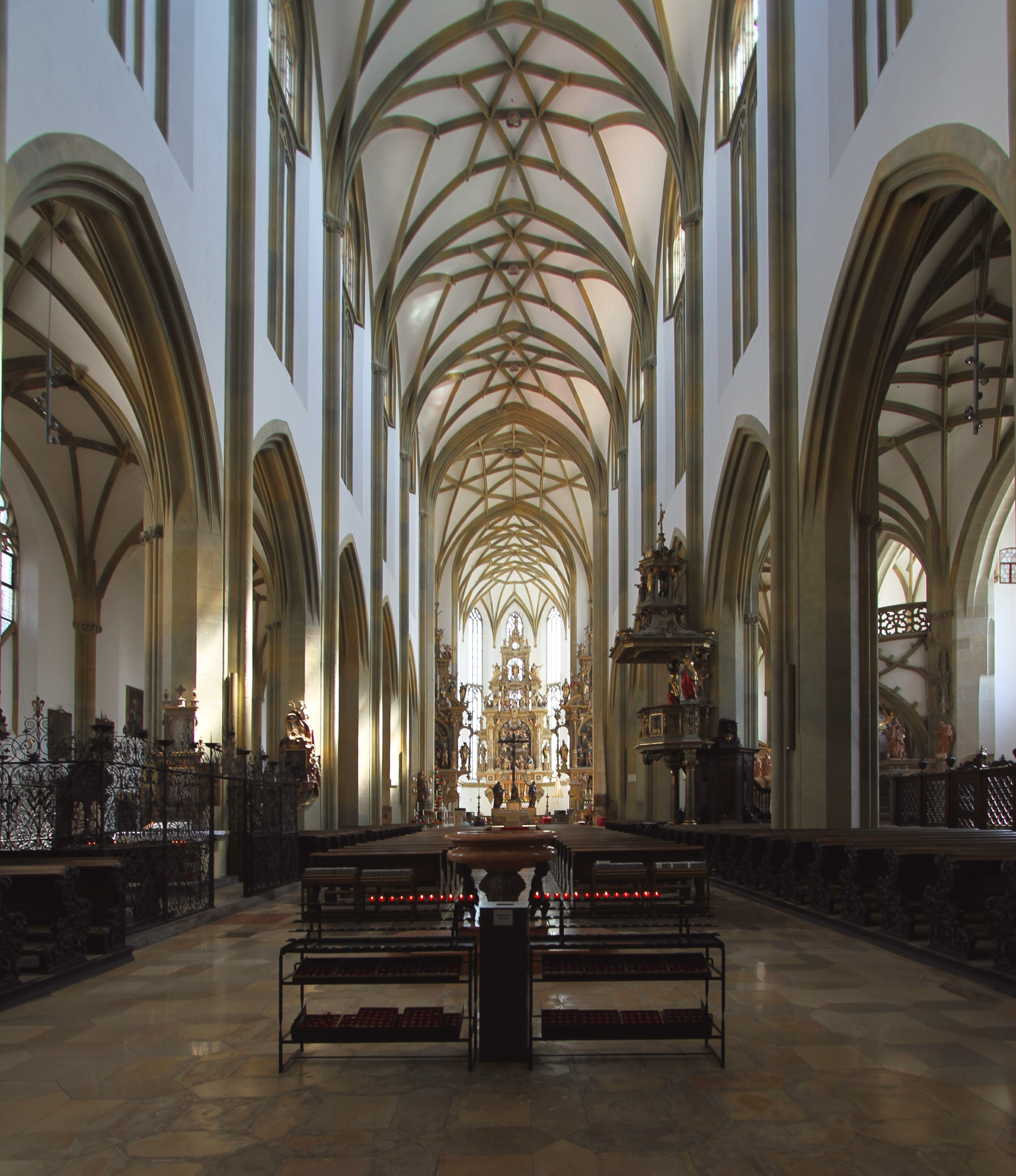
Mittelschiff nach Osten
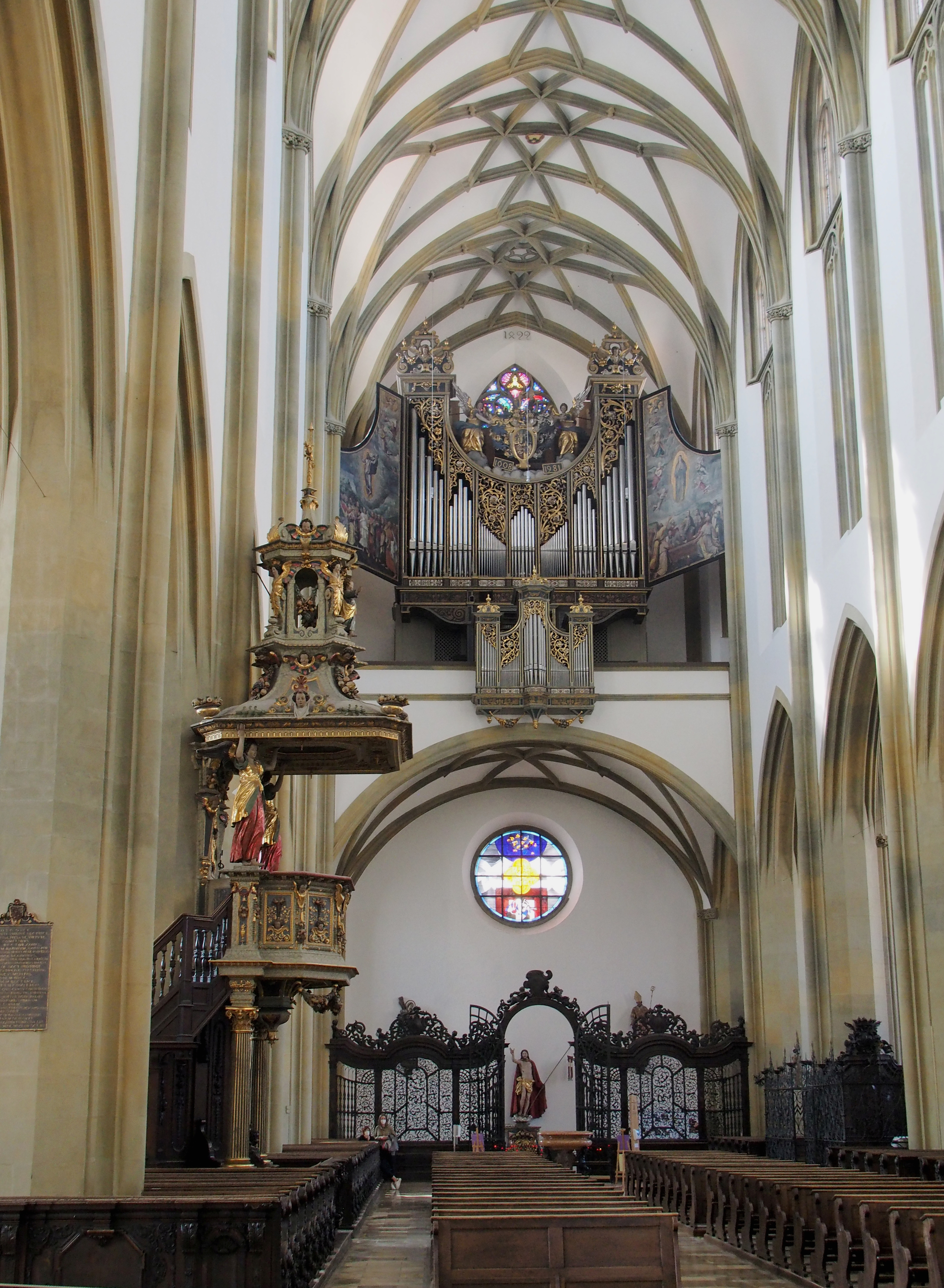
Mittelschiff nach Westen

## Ausstattung
Die Kirche wurde von den Bilderstürmen im 16. Jahrhundert nicht verschont. Der Großteil der Einrichtung wurde danach neu in den hohen und lichten Raum eingebracht. Im Mittelschiff fällt der Blick unwillkürlich auf die von Hans Reichle modellierte und von Wolfgang Neidhardt gegossene Kreuzigungsgruppe. Die bronzene Szene mit Christus am Kreuz, Maria Magdalena, Maria und dem Apostel Johannes am Fuß des Kreuzes wurde 1605 aufgestellt. An den Wänden der etwa 15 m hohen Seitenschiffe befinden sich beeindruckende Kreuzwegstationen, von Januarius Zick 1788 angefertigte Ölgemälde. Die reich verzierten Beichtstühle sind ebenso wie ein prächtiges Eichenholzgitter unter der Orgelempore, dessen geschmiedete Eisenteile optisch Laubengänge vortäuschen, 1712 aus den Händen von Ehrgott Bernhard Bendel entstanden.
An der nördlichen Querhauswand befinden sich zwei um 1455 entstandene Gemälde eines namentlich nicht bekannten Meisters mit Szenen aus der Ulrichslegende, dazwischen ein spätgotisches Madonnenbild. Die Muttergottesstatue am nordwestlichen Vierungspfeiler wird auf das Jahr 1495 geschätzt und Gregor Erhart zugerechnet. In der Unterkirche hat der spätantike Steinsarkophag mit den Gebeinen der hl. Afra in der Grabkapelle Platz gefunden. Gegenüber liegt die Grabkapelle des hl. Ulrich, welche 1762 im Rokokostil gestaltet wurde.

### Altäre und Kanzel

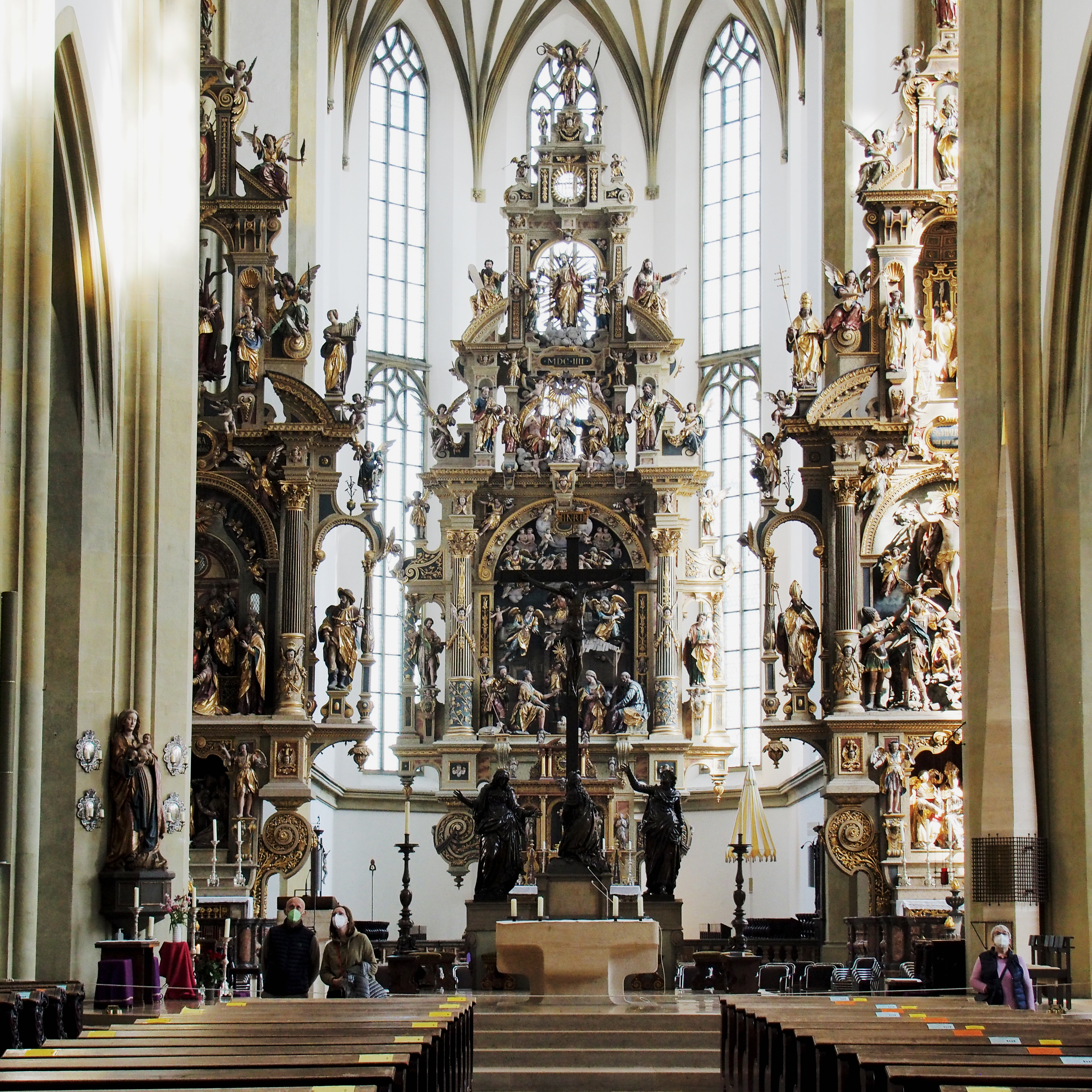
Ostchor mit seinen drei Altären

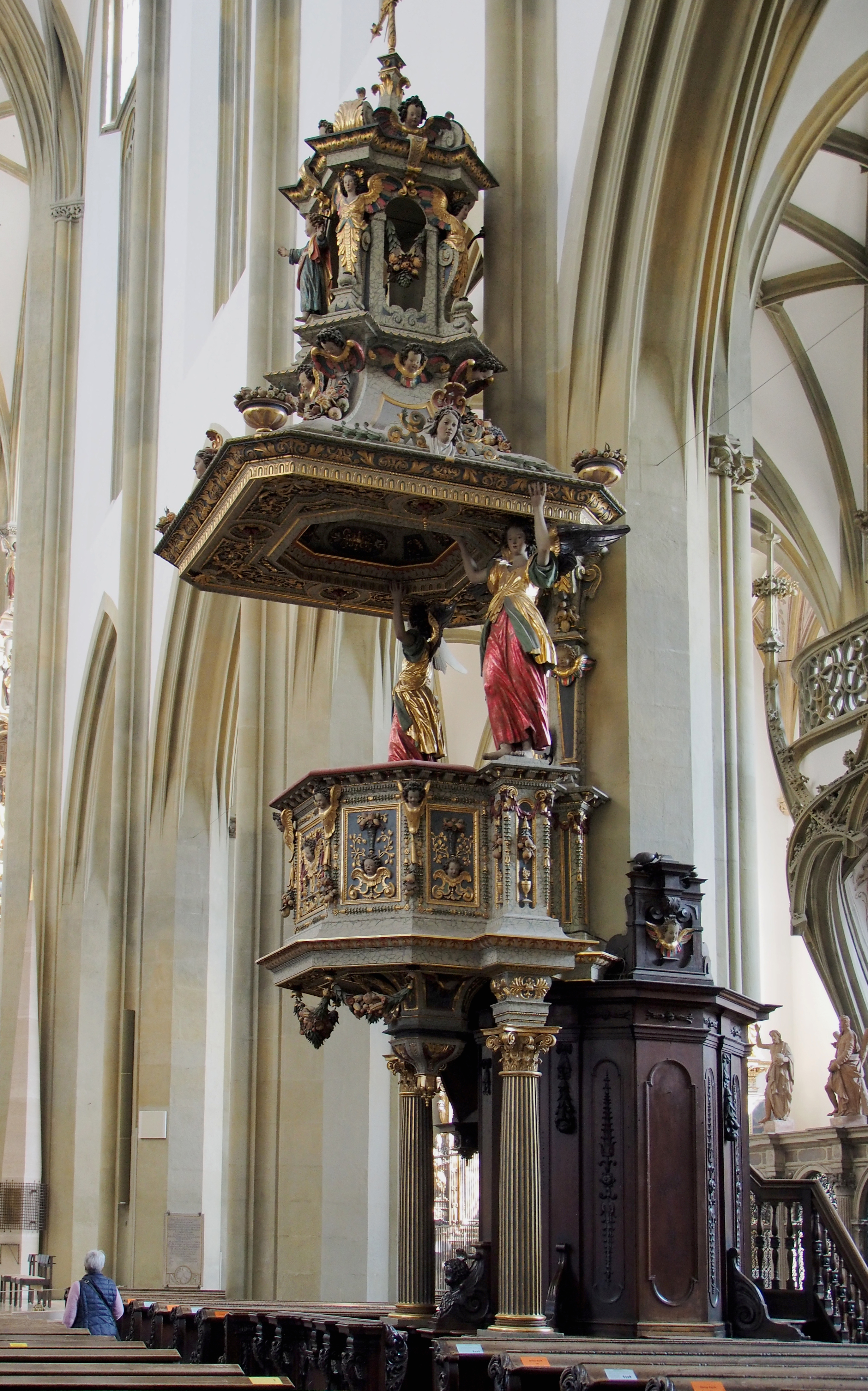
Kanzel

Kanzel und Choraltäre stammen vom Weilheimer Holzschnitzer Hans Degler. Die 1604 bis 1607 entstandenen Altäre haben das Pfingstwunder, Christi Geburt und Christi Auferstehung als Motiv und erinnern somit an die drei höchsten christlichen Festtage.
Der Hochaltar soll auf einen Entwurf Hans Krumpers zurückgehen. Der fünfgeschossige Holzaufbau trägt zahlreiche gefasste (bemalte) Schnitzfiguren und nahezu freiplastische Skulpturengruppen. Im Mittelschrein ist die Geburt Christi in der Art einer Krippe dargestellt. Im Auszug (Oberteil) erkennt man die Krönung Mariae, seitlich die Hll. Petrus und Paulus. Die Altarrückseite ist wie die der Seitenaltäre ornamental bemalt.
Zusammen mit den beiden gleichartigen Seitenaltären ist der Hochaltar ein „hervorragendes Beispiel der Neuinterpretation eines spätmittelalterlichen Kirchenraumes im Geiste der Gegenreformation“ (Dehio-Handbuch) und eines der bedeutendsten Schaustücke der süddeutschen Renaissance. Die Altäre lassen bereits zahlreiche frühbarocke Tendenzen erkennen, einiges ist allerdings auch eher volkstümlich gotisierend gestaltet. Das Altarensemble der Spätrenaissance und des Frühbarock fügt sich aus diesem Grunde gut in den spätgotischen Raum ein, dessen Ausstattung sich sonst auf einige wenige, aber hochrangige Stücke beschränkt.
Die Seitenaltäre sind nur viergeschossig aufgebaut und stehen auf wirkungsvollen Stufenpodesten mit Marmorbalustraden von 1712.
Der nördliche Altar ist der hl. Afra geweiht. In der Predella verweigert die Heilige das Götzenopfer (Ergänzung: Johann Evangelist Stiefenhofer, 1873). Der Mittelschrein birgt das Pfingstwunder. Seitlich flankieren die Hll. Rochus und Sebastian die Szene. Im Auszug ist die Heilige auf dem Scheiterhaufen zu sehen. Oben thront Maria als Königin der Märtyrer.
Der Ulrichsaltar im Süden zeigt in der Predellanische den Heiligen mit Diakonen und Engeln. Die Auferstehung Christi im Mittelschrein wird von den Skulpturen der Hll. Ambrosius und Augustinus begleitet.
Auf die Altäre abgestimmt ist Deglers imposante Kanzel aus Eichenholz (1608), die vielleicht gleichfalls nach einem Entwurf Krumpers gearbeitet wurde. Der polygonale Korb wird von zwei korinthischen Säulen getragen, der Schalldeckel von zwei Engeln gestützt. Oben wird der Jesusknabe von Engelshermen umgeben.

Altäre im Ostchor
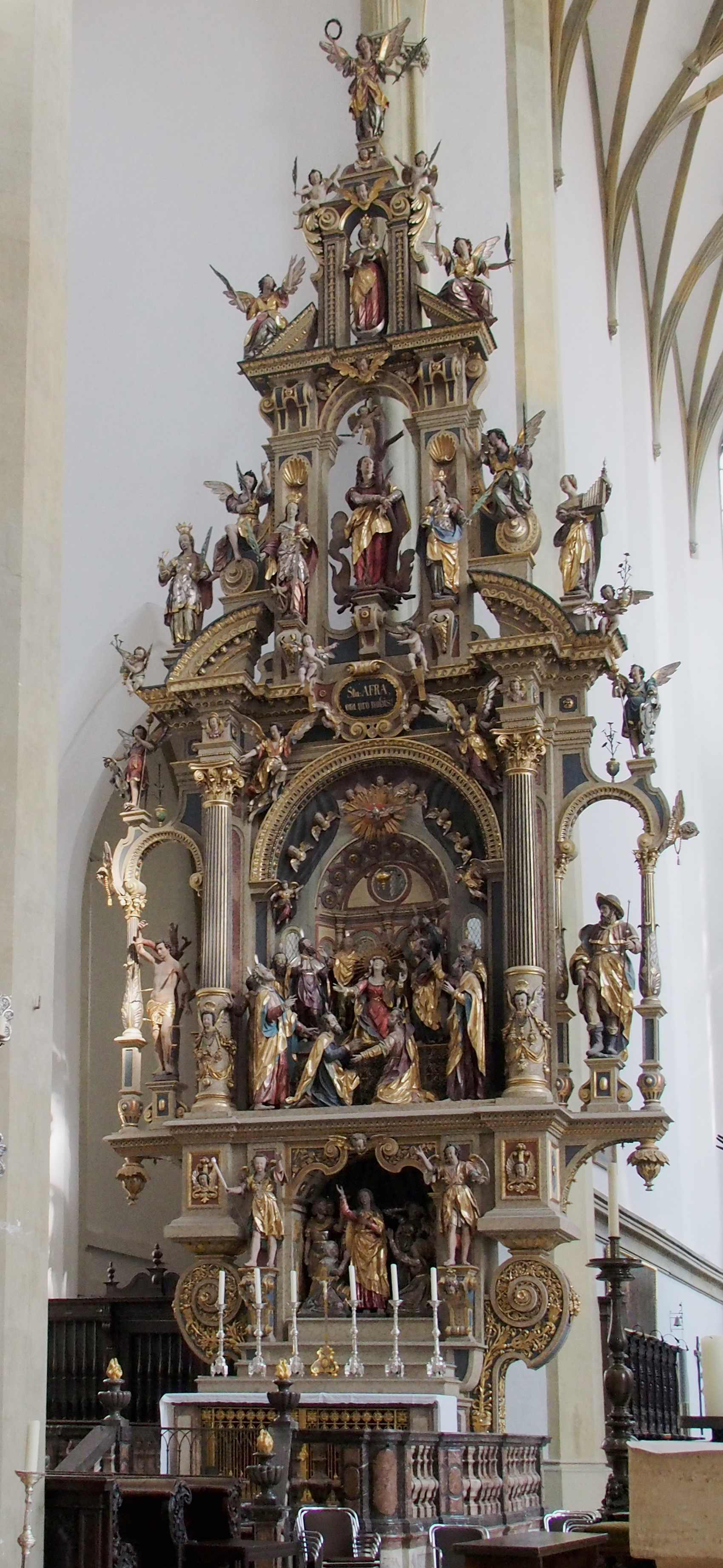
Nördlicher Seitenaltar
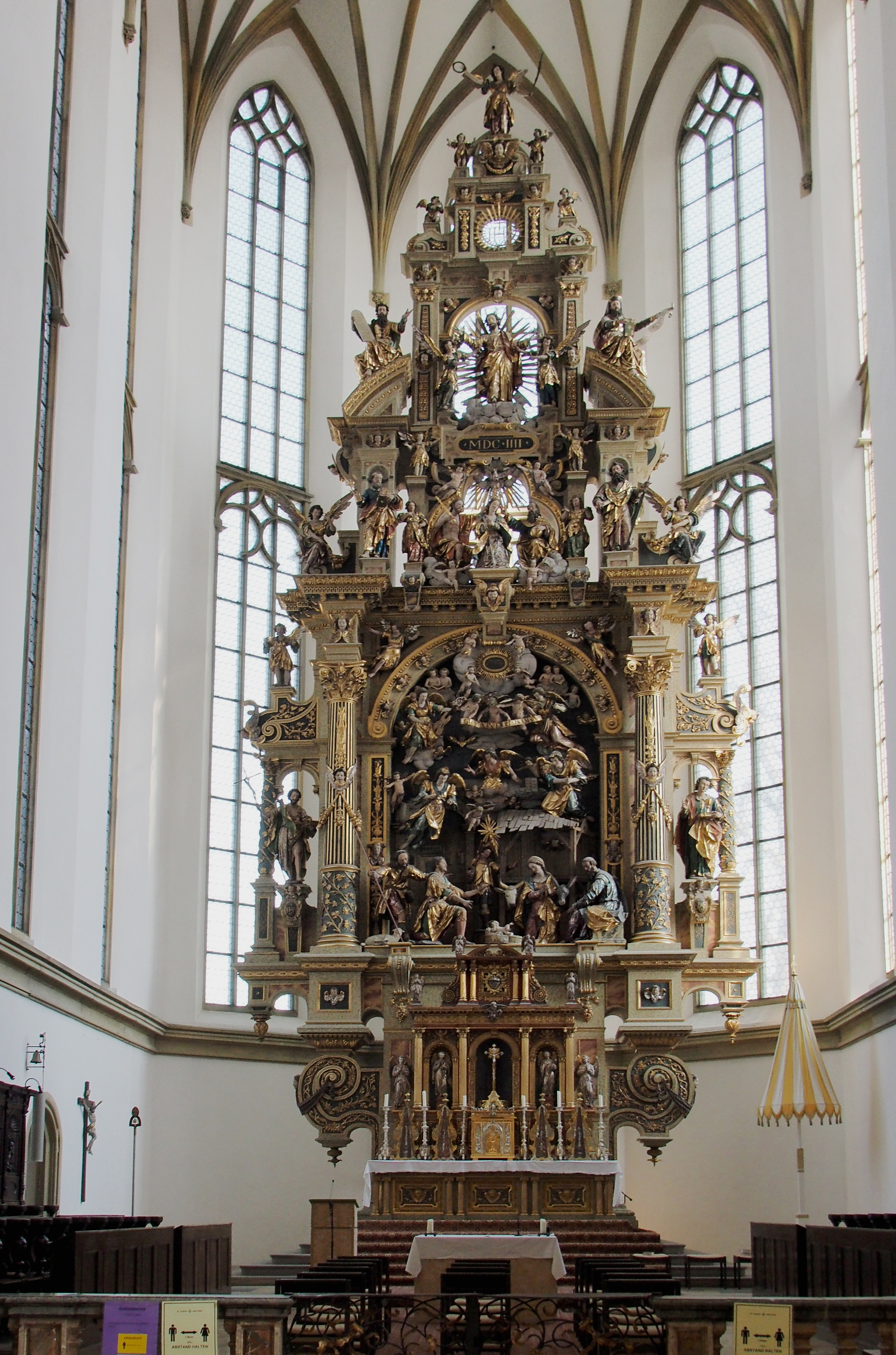
Hochaltar
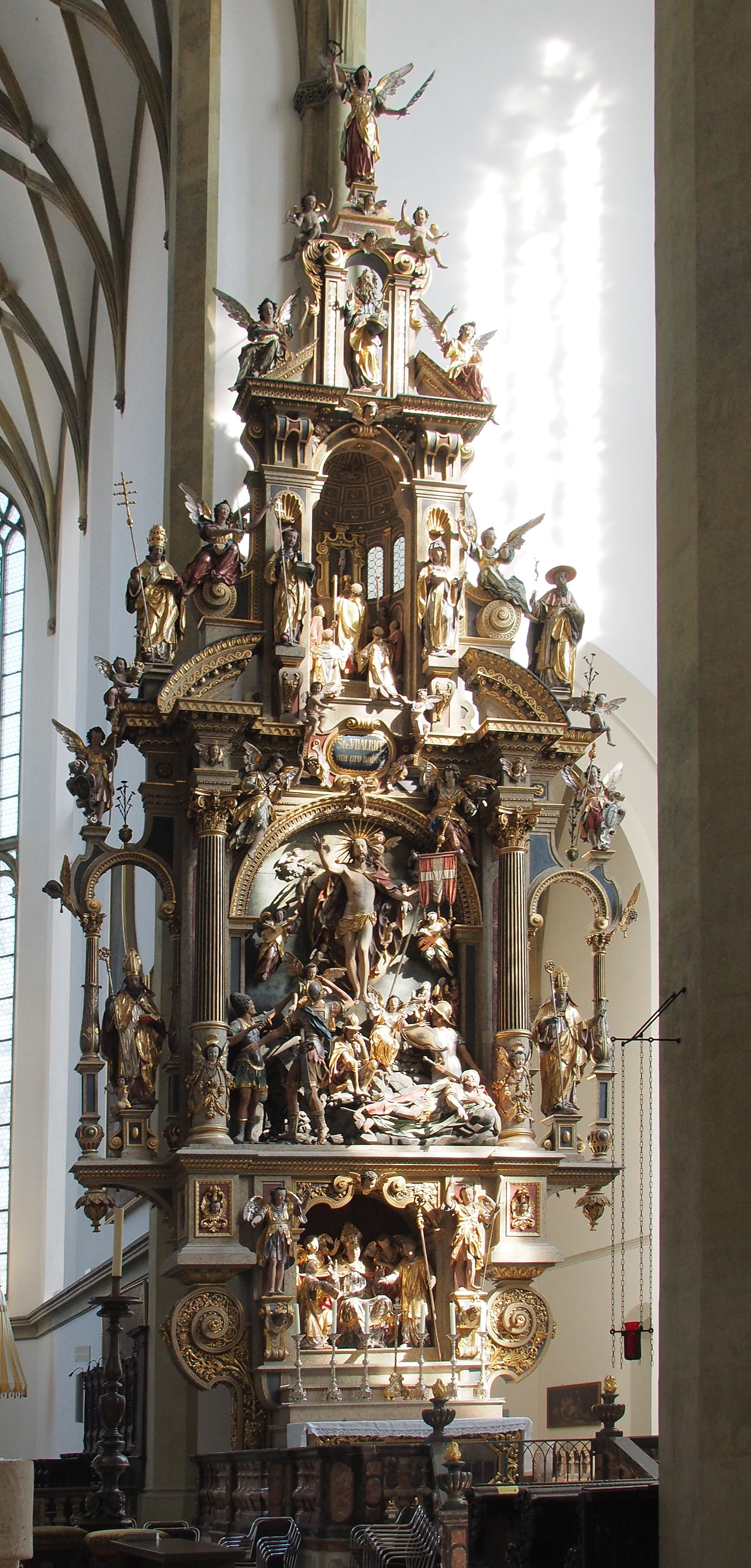
Südlicher Seitenaltar

### Kapellen
An das Südschiff und Nordschiff sind jeweils vier Kapellen angefügt.

#### Benediktuskapelle
Die Benediktuskapelle im Westen besitzt ein Sterngewölbe, dessen Schlussstein das Wappen der Stammler von Ast trägt. 1590 baute Veit Rieger die Kapelle zur Grablege für Octavianus Secundus Fugger aus. Der Rotmarmor-Wappenstein Fugger-Kirchheim-Weißenhorn entstand im gleichen Jahr. Der Altar in der Art eines Triumphbogens stammt von Wendel Dietrich, das Altarblatt malte Peter Candid um 1592. Unter der Darstellung der Verehrung der Muttergottes durch die Hll. Benedikt und Franziskus erkennt man eine Ansicht der Stadt Augsburg.

#### Simpertkapelle

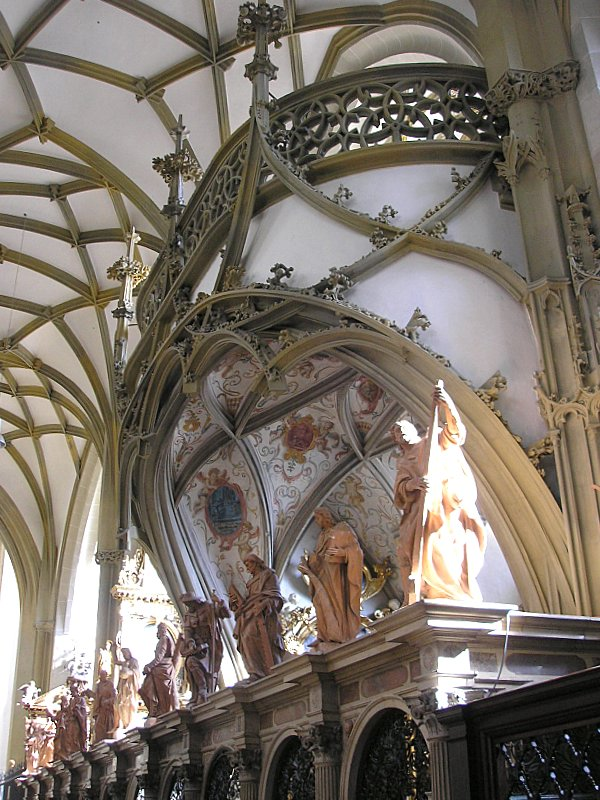
Simpertkapelle mit Baldachin

Vor der Simpertkapelle mit einem Maßwerkbogen von 1496 stehen auf den Arkadenschranken vom Florentiner Carlo Pallago 1582 geformte Terrakottastatuen Christi und der Apostel. Die Kapelle wurde bereits 1479 gestiftet. Der „barocke“ Reichtum des spätgotischen Baldachins entstand wohl als bewusster Kontrast zur nüchternen Strenge der Architektur. Der Schlussstein des Sterngewölbes zeigt das Wappen des Abtes Johannes von Gültlingen. Das Grabmal des hl. Simpert wird Jakob Herkommer zugeschrieben. Hinter der Tumbafigur wurden Hilfesuchende und die Erweckung eines toten Kindes durch den Heiligen dargestellt. Die Gebeine des hl. Simpert werden in einem Schrein im Altar aufbewahrt. Über der Simpertkapelle lag ehemals die Abtskapelle, deren reiche Maßwerkbrüstung das Bild zusätzlich bereichert.

#### Andreaskapelle
Die Andreaskapelle geht ebenfalls auf eine Stiftung der Familie Fugger (1480) zurück und wurde von 1578 bis 1584 als Grabkapelle für Markus Fugger ausgebaut. Der dreigeschossige Flügelaltar aus marmoriertem und vergoldeten Holz zeigt die Kreuzigung und Passion Christi. Das Holzwerk des Altaraufbaus und das viersitzige Gestühl wurden von Wendel Dietrich 1578–1580 geschaffen.  Die Kapelle wird gemeinsam mit der Simpertkapelle durch die Arkadenschranke von 1582 abgeschlossen.

#### Georgskapelle
Auch die um 1480 errichtete Georgskapelle wurde 1563 zur Grabkapelle Georg Fuggers umgewidmet. Das Epitaph für Johann Jakob Fugger und Ursula von Harrach entstand um 1554/58 ursprünglich für die Dominikanerkirche. Auf dem Altarblatt ist Maria mit Engeln und den Hll. Ulrich und Afra dargestellt (Peter Candid, 1594 nach Entwurf von Christoph Schwartz). Unten erkennt man wiederum eine Stadtansicht. Der Altar selbst entstand erst 1629.

#### Bartholomäuskapelle
Die von Anton Fugger 1589 erworbene Bartholomäuskapelle an der Nordostecke ließ Philipp Eduard Fugger von 1596 bis 1602 als Grablege für sich und seine Frau ausgestalten. Seit dem Jahr 2007 sind aufgrund einer Stiftung in der Bartholomäuskapelle der Kirche 30 Ikonen aus dem 17. bis 19. Jahrhundert als „Ort der Ikonen“ zu sehen. Die Ikonen stammen vor allem aus dem Malerdorf Palech, aber auch aus Moskau und Jaroslawl.

#### Marienkapelle
Die Marien- oder Schneckenkapelle über der Sakristei aus dem Jahr 1600 beherbergt den früheren Hochaltar, eine 1570 entstandene Schnitzerei im Stile posthumer Gotik.

#### Pietakapelle
Die Pietakapelle unter dem Turm ist mit einer spätgotischen Pietà in goldenem Rahmen und Magnificatfenster ausgestattet.

#### Heiltumskammer
Auf der Südseite befindet sich auch der Eingang zur Heiltumskammer mit ihren bemerkenswerten Kirchenschätzen. In fünf Vitrinen ist hier der mittelalterliche Reliquienschatz des ehemaligen Benediktinerklosters und Reichsmünsters gesammelt. Die Heiltumskammer wurde am 23. April im Afra-Jubiläumsjahr 2004 in der ehemaligen Gregorkapelle eingeweiht.

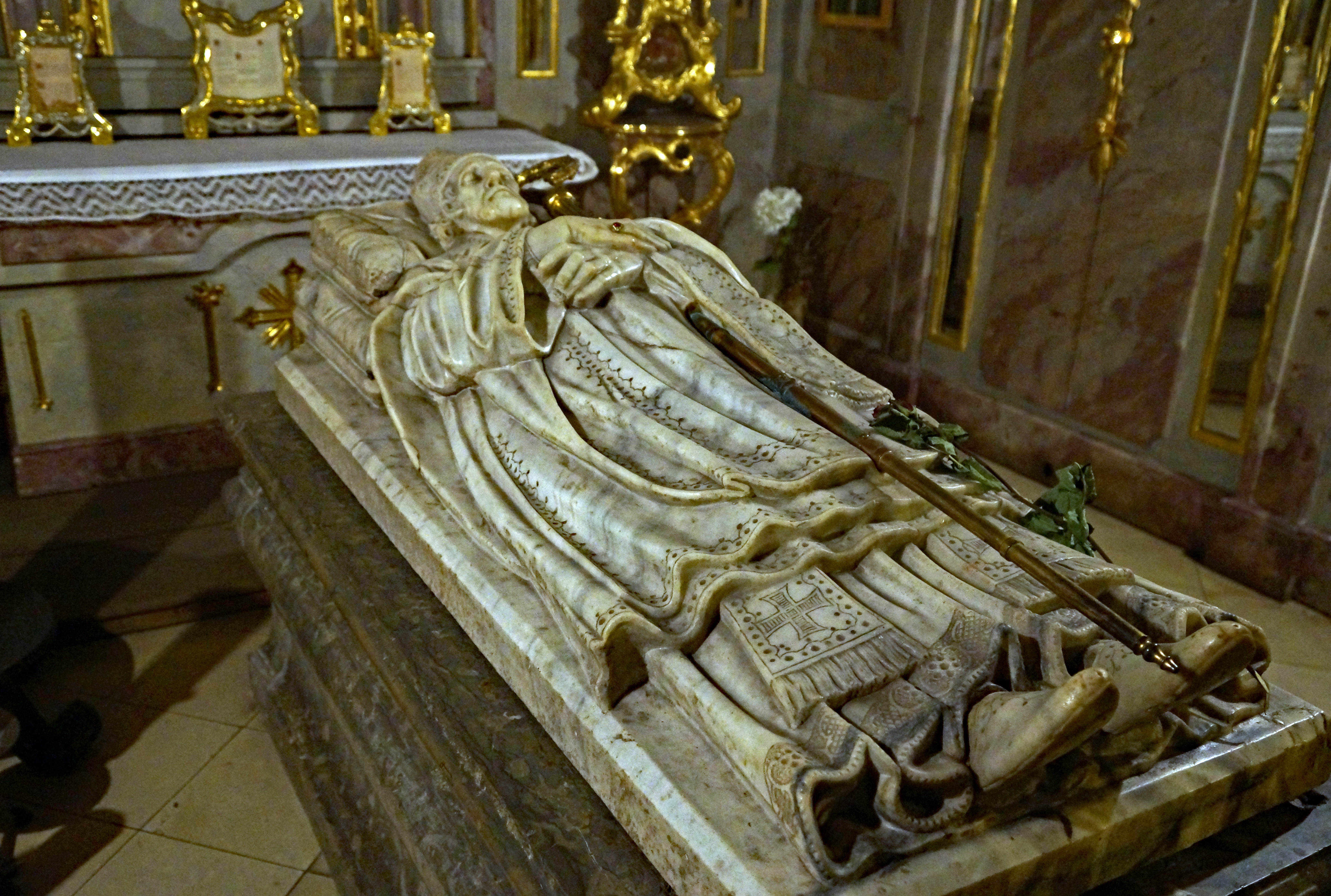
Grabmal des hl. Ulrich
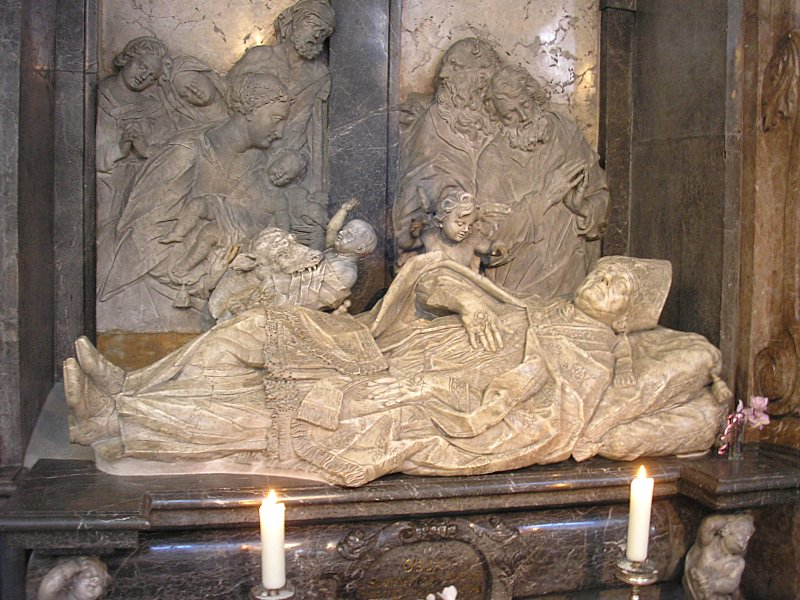
Grabmal des hl. Simpert
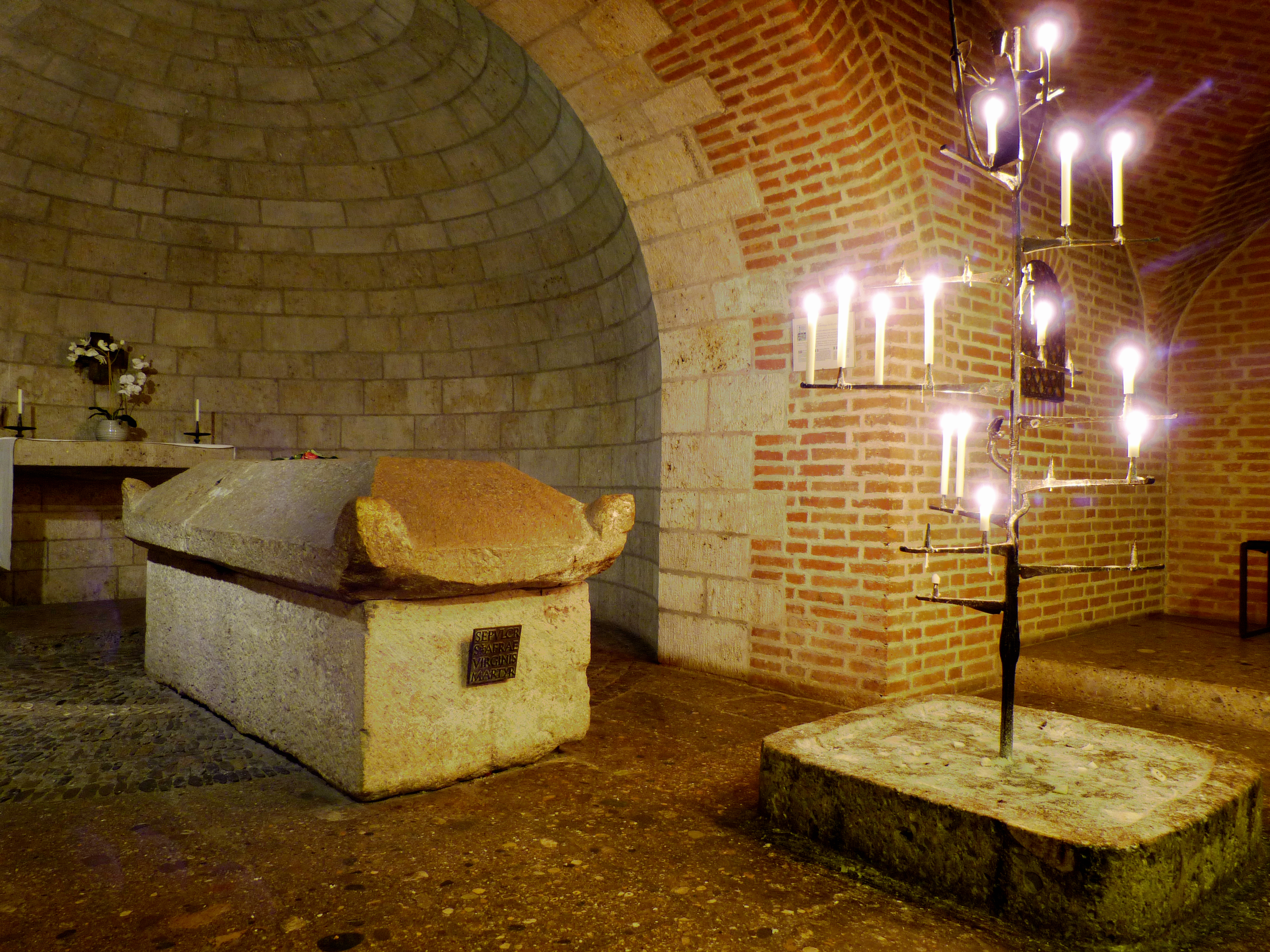
Grabmal der hl. Afra

### Orgeln

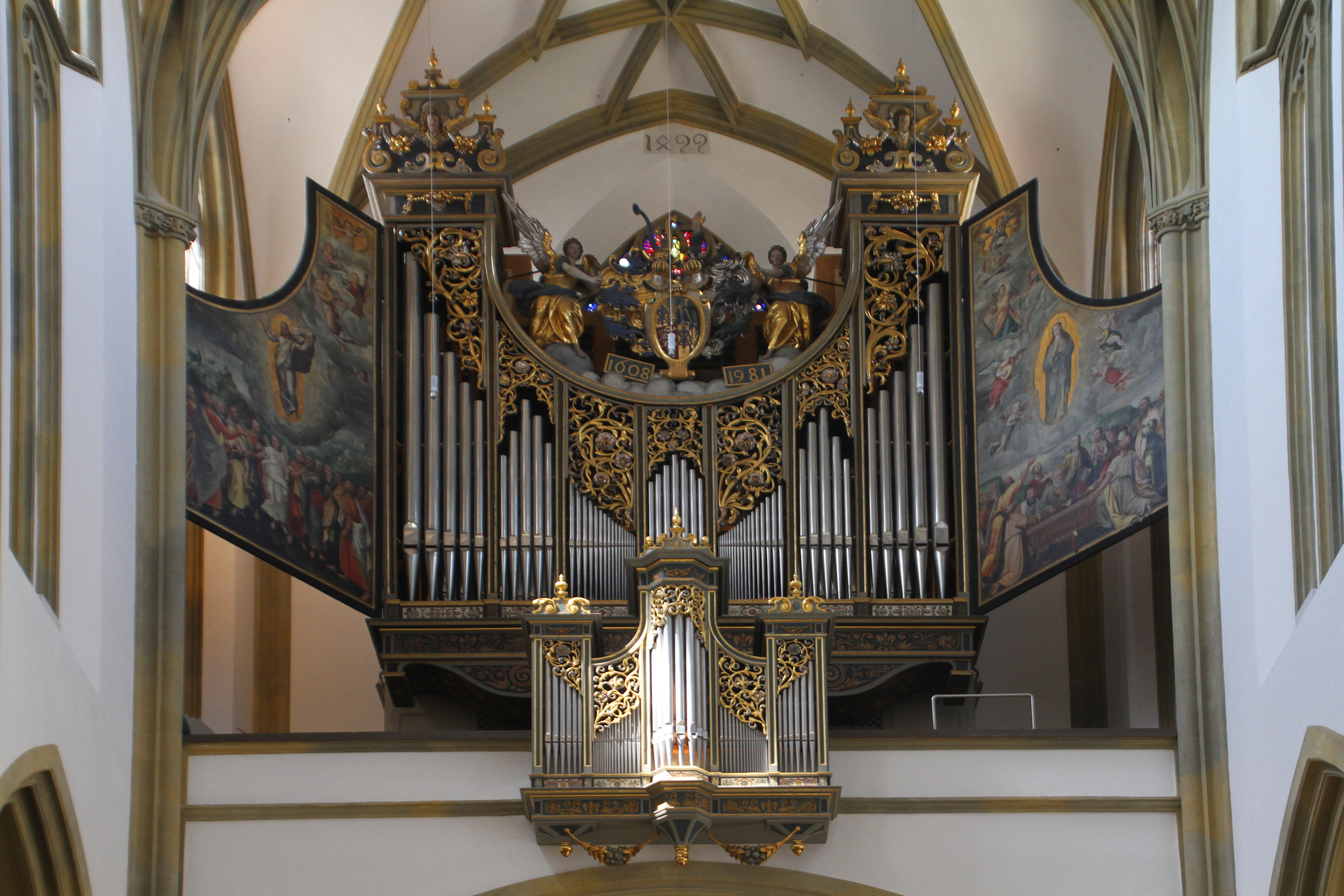
Prospekt mit Rückpositiv der Ulrichsorgel

An der Westseite des Mittelschiffes befindet sich die Ulrichsorgel, deren Gehäuse aus dem Jahr 1608 stammt. Ihr Werk wurde mehrmals erneuert, zuletzt 1982/1998 von der Orgelbaufirma Sandtner aus Dillingen. Mit ihren 68 klingenden Registern auf vier Manualen (mechanische Spieltraktur) und Pedalwerk orientiert sich ihre Disposition an verschiedenen Strömungen und Höhepunkten in der Geschichte des Orgelbaus.
Die Orgelempore stammt von 1606 und geht auf eine Stiftung Jakob III. Fuggers zurück. An den Gönner erinnert ein Relief vor den Pfeifen. Den Prospekt schuf Paulus III. Mair (1608) nach einem Entwurf Matthias Kagers. Mair bemalte auch die beiden Flügel mit den Himmelfahrten Christi und der Gottesmutter. Die Außenseiten der Orgelflügel wurden abgespalten und hängen jetzt an der Südwand des Chores.
Etwas versteckter – in der Schneckenkapelle über der Sakristei – befindet sich die Marienorgel (II/18, erbaut 1925 durch die Gebrüder Hindelang, Ebenhofen/Allgäu). Die Orgel wurde 2010 von Robert Knöpfler (Orgelbaufirma Rudolf Kubak) generalüberholt.
Im Hochchor der Basilika steht zusätzlich noch ein fahrbares Positiv (I/6).

### Glocken
Das Monumentalgeläut der Basilika besteht seit dem Jahr 2002 aus insgesamt zehn Kirchenglocken. Zu den vorhandenen sieben Glocken, darunter das Totenglöckchen aus dem 12. Jahrhundert, wurden drei neue von der Glockengießerei Rudolf Perner gegossen. Damit besitzt die Basilika das umfangreichste Geläute der Diözese Augsburg.
| Nr. | Name                | Gussjahr     | Gießer, Gussort        | Durchmesser (mm) | Gewicht (kg) | Nominal (16tel) |
| 1   | Ulrich und Afra     | 1948         | Kuhn-Wolfart, Lauingen | 1980             | 4420         | as0 −2          |
| 2   | Simpert             | 1948         | Kuhn-Wolfart, Lauingen | 1765             | 2990         | b0 –3           |
| 3   | Muttergottes        | 1948         | Kuhn-Wolfart, Lauingen | 1560             | 2128         | c1 –4           |
| 4   | Antonius            | 1948         | Kuhn-Wolfart, Lauingen | 1305             | 1271         | es1 –4          |
| 5   | Josef               | 1948         | Kuhn-Wolfart, Lauingen | 1148             | 844          | f1 –8           |
| 6   | Franziskus Xaverius | 1923         | Hahn, Landshut         | 940              | 470          | as1 –4          |
| 7   | Versöhnung          | 2001         | Perner, Passau         | 879              | 393          | b1 –2           |
| 8   | Crescentia          | 2001         | Perner, Passau         | 778              | 292          | des2 ±0         |
| 9   | Hl. Jahr 2000       | 1999         | Perner, Passau         | 630              | 176          | f2 –2           |
| 10  | Totenglöckchen      | Ende 12. Jh. | ?                      | 630              | 257          | b2 –7           |

## Umgebung
Außerhalb des Langhauses ist das Ensemble mit der evangelischen Kirche St. Ulrich beeindruckend, ein gerne gewähltes Fotomotiv, das auch die Augsburger Parität symbolisiert. Die evangelische Kirche mit ihrem niedrigen Giebelbau war vor der Reformation Eingang und auch Sakristei der katholischen Stadtpfarrkirche. Sie entstand aus einem 1457 erbauten Predigtsaal, welcher 1526 den Protestanten zur Verfügung gestellt wurde.
An der Südseite des Gotteshauses befindet sich das Regimentsdenkmal für die im Ersten Weltkrieg gefallenen Angehörigen des 4. Bayerischen Chevauleger-Regiments „König“. Der Bildhauer war Georg Pezold. Zum Gedenken an das 100. Gründungsjubiläum des 4. Feldartillerieregiments „König“ wurde an der westlichen Kirchhofmauer ein Denkmal installiert. Die Gestaltung des Denkmals erfolgte durch Jakob Rudolph. Das Denkmal zeigt eine Figur der Heiligen Barbara und wurde am 5. Dezember 1959 geweiht. Auf der Südwest-Seite vor dem Haus Sankt Ulrich steht die Statue von Bischof Ulrich.

An der Nordostseite der Kirche grenzt das Pfarrhaus der katholischen Gemeinde an. An der Südostseite befindet sich eine öffentlich nicht zugängliche Grünfläche mit Resten der Kapelle St. Godehard aus Merowinger- und vorromanischer Zeit. An der Südseite der Basilika grenzen die modernen Baulichkeiten des Tagungshotels Haus Sankt Ulrich der Diözese Augsburg an. Es wurde 1971–1974 als Bildungs- und Seelsorgezentrum nach Plänen des Münchner Architekten Alexander Freiherr von Branca im Stil der Postmoderne errichtet. Von 2006 bis 2009 wurde es saniert und neu gestaltet und nach Plänen des Münchner Architekturbüros Blum Architekten in ein Tagungshotel und Kongresszentrum umgewandelt. Auch die Westseite der Kirche ist von Gebäuden umgeben.

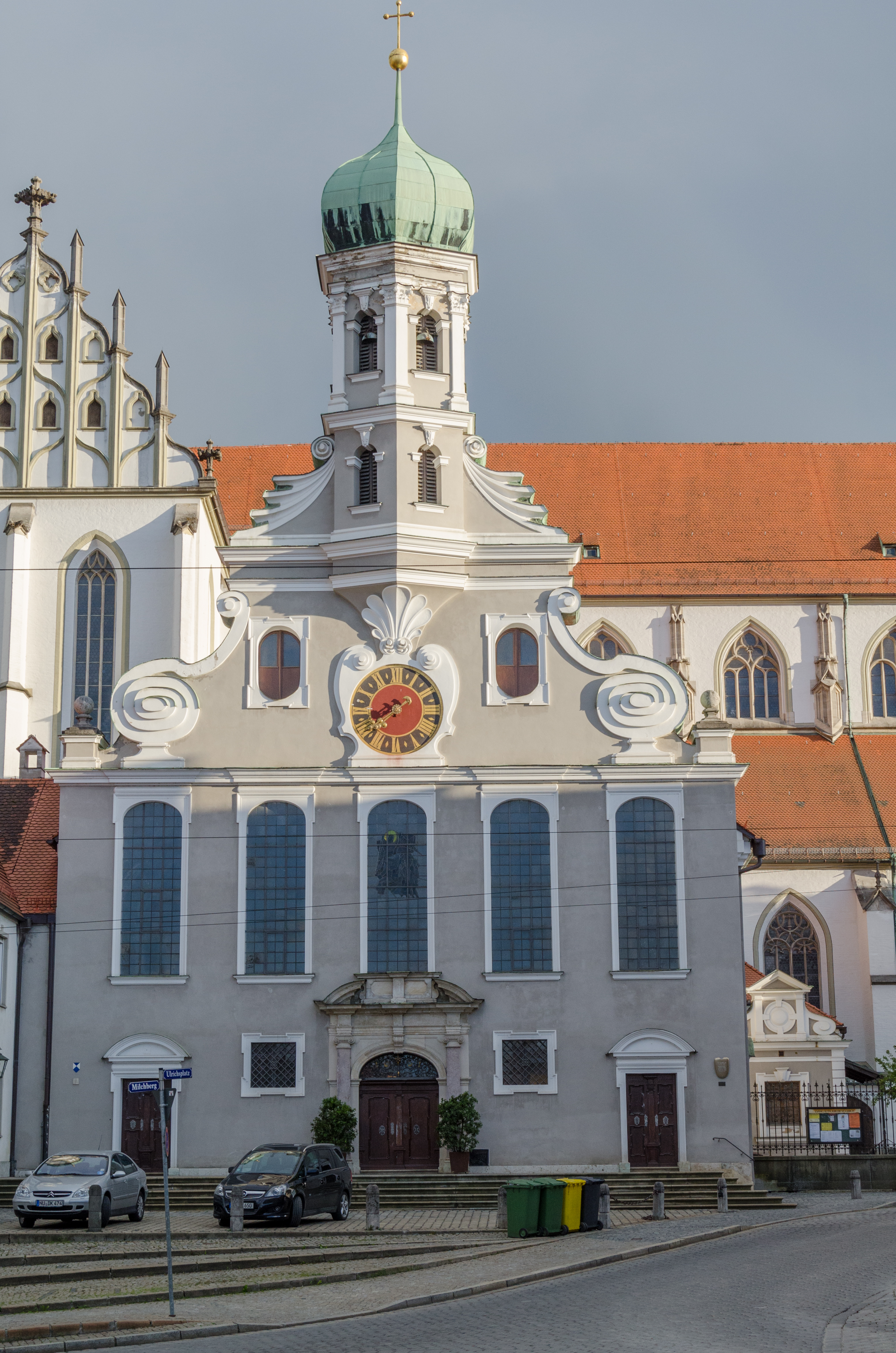
Evangelische Kirche St. Ulrich
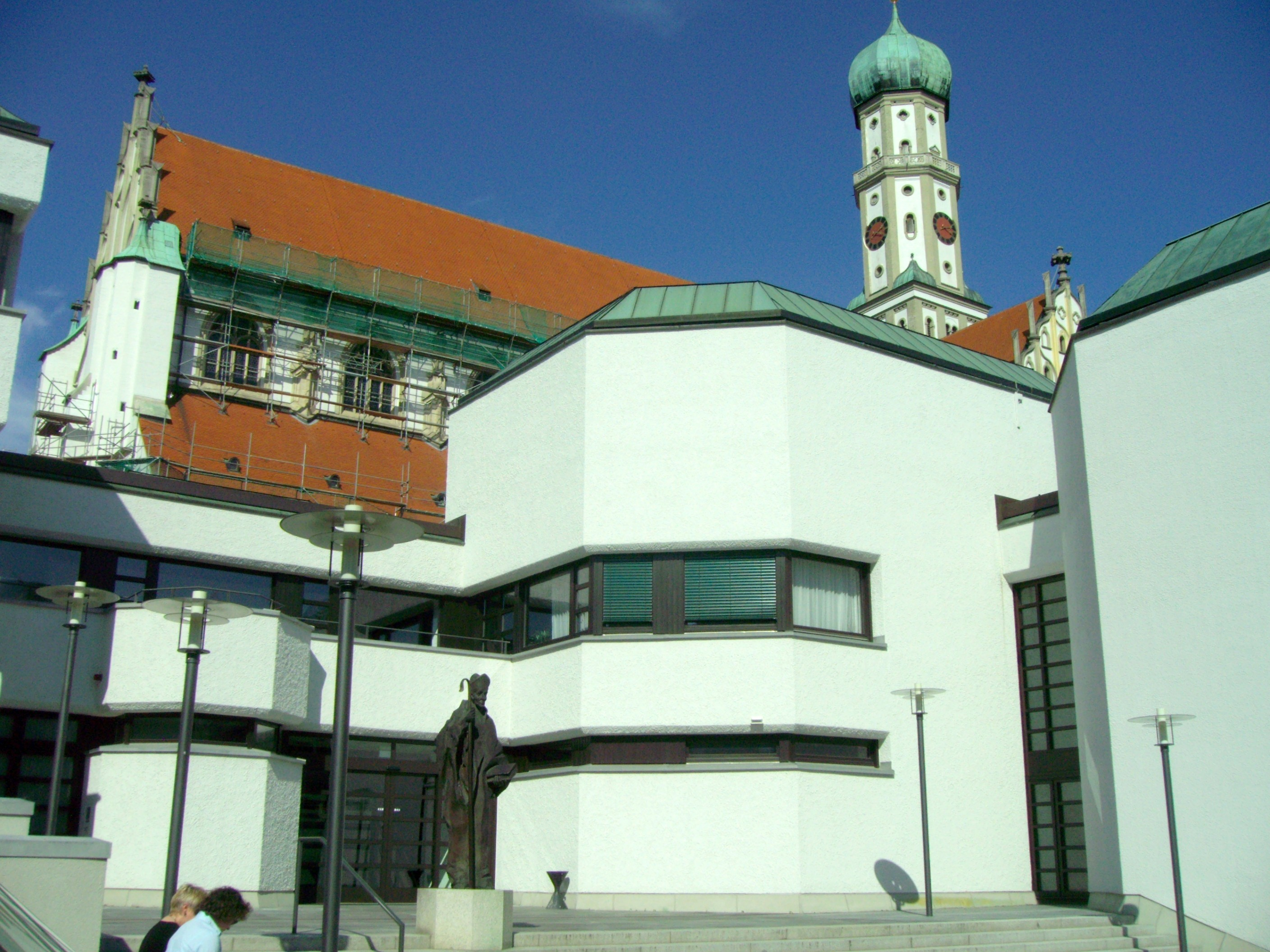
Statue des heiligen Ulrich
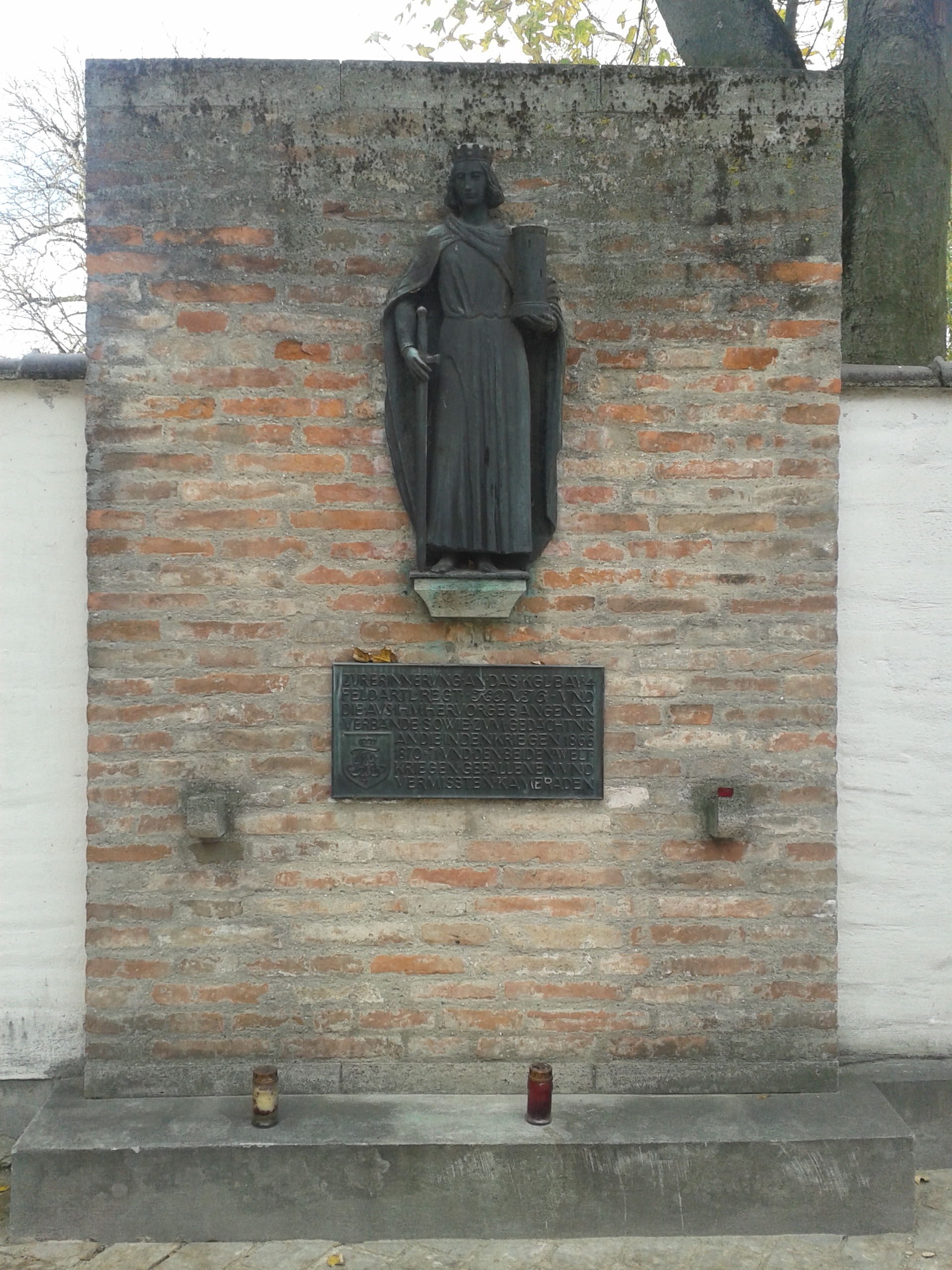
Barbara-Denkmal
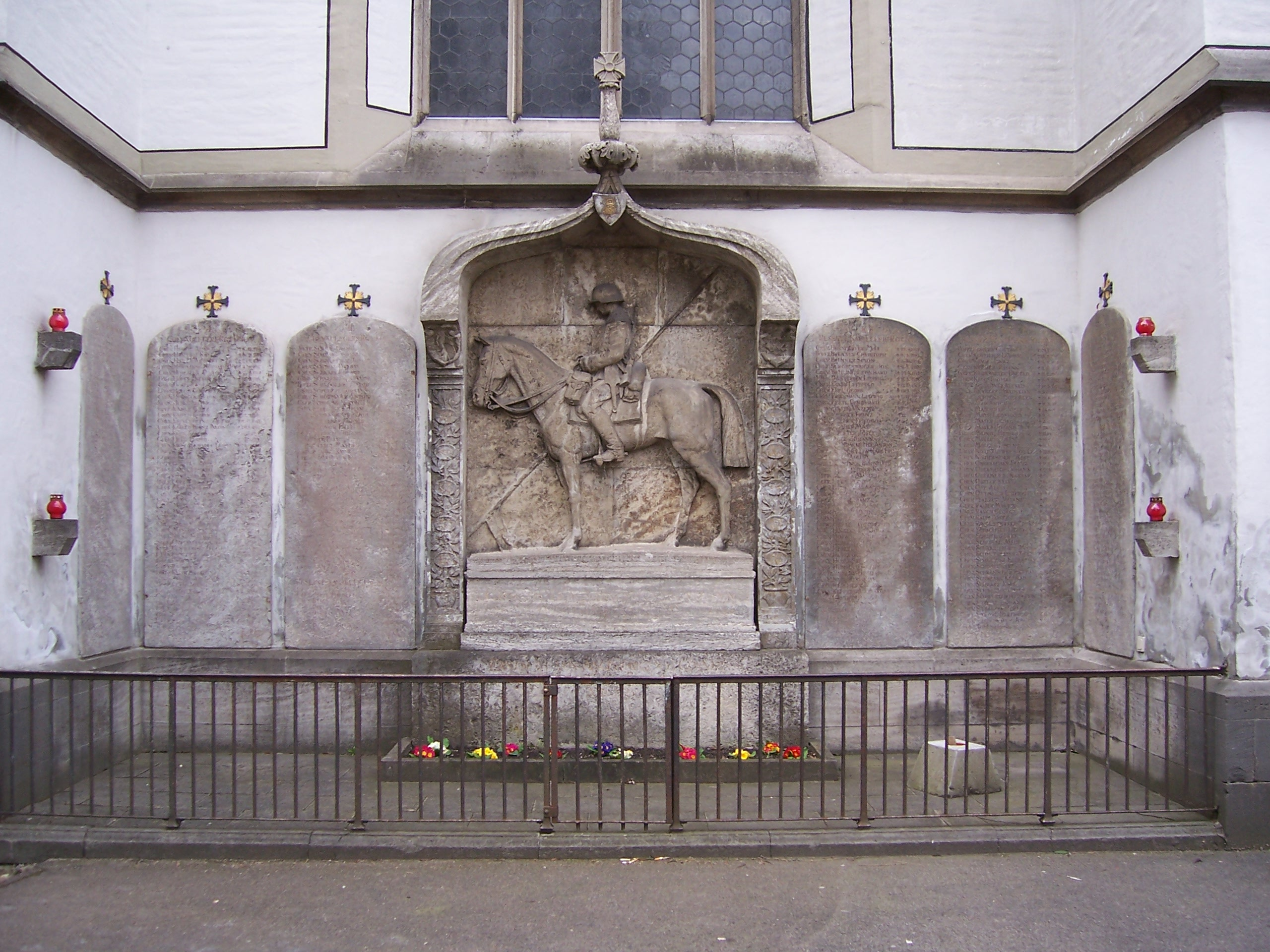
Regimentsdenkmal

## Sonstiges
Anfang Oktober 1808 wurde in Augsburg einer der ersten telegrafischen Posten eingerichtet: von der Galerie der Ulrichskirche gab man Zeichen in weißen, blauen und roten Fahnen und konnte so über weite Strecken in kurzer Zeit mit anderen Posten/Städten kommunizieren. In Norddeutschland wurde dieses System erst in den 1830er-Jahren genutzt. Augsburg war somit eine der ersten Städte in Deutschland, die dieses aus Frankreich importierte Medium nutzte.